# U–533
Az U–533 tengeralattjárót a német haditengerészet rendelte a hamburgi Deutsche Werft AG-től 1941. április 10-én. A hajót 1942. november 25-én állították szolgálatba. Két harci küldetése volt, hajót nem süllyesztett el. A déli tengerekre vezényelt Monszun csoport egyik egysége volt.

## Pályafutása
Az U–533 Helmut Hennig kapitány irányításával futott ki Kielből első járőrútjára 1943. április 15-én. Egészen a Labrador-tengerig hajózott, majd a megszállt Franciaországba tért vissza. Útközben, április 25-én egy amerikai PBY Catalina fedélzeti fegyvereivel megtámadta, és három tengerészt megsebesített.
Második, egyben utolsó harci küldetésére a Monszun csoport tagjaként indult 1943. július 5-én Lorient-ból. Sikeresen megkerülte a Afrikát, és az Ománi-öbölben kezdett vadászni, de október 16-án a Brit Királyi Légierő egyik Bristol Blenheimje mélységi bombákkal elpusztította. Az 53 fős legénységből csak egy ember élte túl a támadást.

## Kapitány
| Név           | Kezdőnap           | Zárónap           |
| ------------- | ------------------ | ----------------- |
| Helmut Hennig | 1942. november 25. | 1943. október 16. |

## Őrjáratok
| Indulás | Indulónap         | Érkezés | Zárónap           |
| ------- | ----------------- | ------- | ----------------- |
| Kiel    | 1943. április 15. | Lorient | 1943. május 24.   |
| Lorient | 1943. július 5.   | *       | 1943. október 16. |

* A tengeralattjáró nem érte el úti célját, elsüllyesztették